# Ла-Шапель-Сен-Жеро
Ла-Шапе́ль-Сен-Жеро́ (фр. La Chapelle-Saint-Géraud, окс. La Chapèla Sent Geraud) — коммуна во Франции, находится в регионе Лимузен. Департамент — Коррез. Входит в состав кантона Меркёр. Округ коммуны — Тюль.
Код INSEE коммуны — 19045.
Коммуна расположена приблизительно в 430 км к югу от Парижа, в 110 км юго-восточнее Лиможа, в 30 км к юго-востоку от Тюля.

## Население
Население коммуны на 2008 год составляло 221 человек.
| 1962 | 1968 | 1975 | 1982 | 1990 | 1999 | 2008 |
| ---- | ---- | ---- | ---- | ---- | ---- | ---- |
| 296  | 307  | 276  | 249  | 219  | 226  | 221  |

## Администрация
| Период | Период | Фамилия    | Партия | Примечания |
| ------ | ------ | ---------- | ------ | ---------- |
| 2001   | 2008   | Пьер Тёйер |        |            |
| 2008   |        | Жиль Дюпюи |        |            |

## Экономика
В 2007 году среди 124 человек в трудоспособном возрасте (15-64 лет) 101 были экономически активными, 23 — неактивными (показатель активности — 81,5 %, в 1999 году было 69,8 %). Из 101 активных работали 97 человек (58 мужчин и 39 женщин), безработных было 4 (2 мужчин и 2 женщины). Среди 23 неактивных 2 человека были учениками или студентами, 17 — пенсионерами, 4 были неактивными по другим причинам.

## Достопримечательности
- Церковь Сен-Жеро (XII век). Памятник истории с 1971 года[3]